# Vanilla wariensis
Vanilla wariensis ist eine Pflanzenart aus der Gattung Vanille (Vanilla) in der Familie der Orchideen (Orchidaceae). Sie wächst als Kletterpflanze auf Neuguinea, ihr Name bezieht sich auf den Fundort am Mount Waria.

## Beschreibung
Vanilla wariensis ist eine immergrüne Kletterpflanze mit verzweigten, zylindrischen, fleischigen Sprossen von etwa einem Zentimeter Durchmesser. Die Internodien messen zwölf bis 17 Zentimeter. Die Blätter sind oval bis lanzettlich, an der Basis mit einem kurzen, 1,5 bis zwei Zentimeter langen Blattstiel, vorne endet das Blatt spitz ausgezogen. Die Blätter werden mit 27 bis 35 Zentimeter Länge für eine Vanille-Art sehr groß, die Breite beträgt fünf bis sieben Zentimeter.
Der traubige, mit zahlreichen Blüten besetzte Blütenstand ist mit 30 Zentimeter für eine Vanille-Art sehr lang. Die Tragblätter sind länglich, stumpf und sehr klein. Der Fruchtknoten wird drei Zentimeter lang. Die Sepalen messen 4,5 Zentimeter Länge, sie sind länglich und enden stumpf. Die Petalen sind gleich geformt, auf der Außenseite gekielt. Die Basis der Lippe ist röhrenförmig und mit den Rändern der Säule verwachsen. Weiter vorn ist die Lippe dreilappig, die Seitenlappen sind nach oben geschlagen, der Rand der Lippe ist gewellt. Auf der Lippe sitzen fünf längs verlaufende verdickte Adern sowie zwei Stellen mit Anhängseln: mittig eine etwa viereckige Stelle mit Haaren, weiter zur Basis der Lippe hin eine Stelle mit rauen Warzen. Die Säule ist unbehaart, beidseits des Staubblatts mit je einem Anhängsel versehen.

## Verbreitung
Vanilla wariensis kommt endemisch auf Neuguinea vor. Schlechter fand sie 1909 in 300 bis 350 Meter Höhe am Mount Waria. Im Norden des Owen-Stanley-Gebirges soll sie häufig vorkommen.

## Systematik und botanische Geschichte
Nach seinem Fund 1909 beschrieb Schlechter diese Orchidee 1911.
Innerhalb der Gattung Vanilla wird Vanilla wariensis in die Untergattung Xanata und dort in die Sektion Tethya, die alle Arten der Paläotropis enthält, eingeordnet. Laut Portères ähnelt Vanilla wariensis der ebenfalls auf Neuguinea vorkommenden Vanilla kempteriana sowie den südostasiatischen Arten Vanilla albida und Vanilla platyphylla. Soto Arenas und Cribb stellen sie in eine große Verwandtschaftsgruppe südostasiatischer Vanille-Arten um Vanilla kinabaluensis.